# Gustaf Feuk
Gustaf Adolf Feuk, född den 17 augusti 1884 i Västra Ingelstads församling, Malmöhus län, död den 23 september 1968 på Lidingö, var en svensk läkare. Han var son till Gustaf Adolf Feuk och gift med Tora Höjer.
Feuk avlade medicine kandidatexamen vid Lunds universitetsbibliotek 1920 och medicine licentiatexamen vid Karolinska institutet i Stockholm 1927. Han genomgick kolerakurs vid Statsmedicinska anstalten 1922. Feuk  var amanuens vid Karolinska institutets syfilidologiska klinik på Sankt Görans sjukhus 1924, vikarierande underläkare vid Garnisonssjukhuset i Stockholm 1923–1925, underläkare där 1925–1927 och vid Eira sjukhus 1927–1929. Han var praktiserande läkare i Stockholm från 1929. Feuk var därjämte förordnad som provinsialläkare vid Stockholms stads poliklinik för könssjuka, överläkare vid Garnisonssjukhusets i Stockholm venerologiska avdelning, vid Eira sjukhus och vid Sankt Görans Finsenavdelning vid skilda tillfällen samt läkare vid Stockholms stads östra poliklinik 1940–1949. Han var styrelseledamot i Sveriges privatpraktiserande läkares förening 1933–1947 (sekreterare 1940–1945, hedersledamot 1947), skattmästare i Svenska dermatologiska sällskapet 1935–1937, ordförande 1947, revisor i Svenska läkarsällskapet 1935–1940, i Stockholms läkarförening 1936–1940, styrelseledamot i Socialmedicinsk tidskrift 1943 samt initiativtagare till och styreleledamot i Svenska dermatologföreningen 1943, dess vice ordförande 1943–1953. Feuk publicerade Intravenös bromterapi vid hudsjukdom (1928) och Släkten Feuk (tillsammans med Bengt Hjelmqvist, 1930). Han vilar på Lidingö kyrkogård.